# 輪機工程
輪機工程(Marine Engineering) 主要研究船舶相關所有動力裝置和機電設備如何製造、運營、維護和檢修。是最早受國際公約規範的專門技術。

## 船舶輪機工程師

### 機艙部人員
機艙部（輪機）人員皆同於甲板部（航行）人員，須經過
- 國際海事組織STCW公約章程規定，須達大約30個月之海事教育資歷、修齊規定學分畢業。
- 通過STCW公約規定章節之一系列專業訓練、並領有訓練結業證書。
- 該輪機員擁有本國船員適任證書（輪機與航海皆同）。

除該輪機員本國以外，並以資格、資歷符合並考試及格為前提，亦可領取第二國適任證書，尤以巴拿馬、新加坡、英國、香港等海事政策發達的國家與行政區最為流通。
- 該船員如為新進實習生，在登船修齊12個月海勤資歷同時，應持有本國之航海人員考試及格證書（輪機與航海皆同）。

如：中華民國國民參加其航海人員考試，與各國同有學歷及同等學力之限制，依據《船員訓練檢覈及申請核發證書辦法》：「符合航海人員訓練國際公約之海事教育及海事訓練品質管理系統規範之航海、商船、航運技術、運輸技術系航海組、輪機工程等系科組畢業證書或航海人員訓練國際公約課程學分證明文件，得參加航海人員測驗」。（輪機與航海皆同）

人員編制大約為：

#### 甲級（幹部）船員
- 輪機長(Chief Engineer, C/E)
- 大管輪（一管輪）(1st Engineer Officer or 2nd Engineer, 2/E)
- 資深管輪（二管輪）(2nd Engineer Officer or 3rd Engineer, 3/E)
- 資淺管輪（三管輪）(3rd Engineer Officer or 4th Engineer, 4/E)
- 初級管輪(Junior Engineer, J/E)
- 輪機實習生(Engineer Cadet, E/C)

等

#### 乙級（普通）船員
- 機匠長
- 機匠／銅匠

等

## 船舶機械設備

### 主機 (Main Engine)
主機為主要船舶推進發動機，小有一般交通客船與私人遊艇、乃至大型貨櫃輪、散裝輪以及油輪等大型商用船舶的動力。依編制由大管輪負責引擎管理與維修保養。
- 柴油機(Diesel Engine)

目前世界最為廣泛採用之主機系統，屬於活塞往復運動式內燃機，並可燃用優質重柴油、乃至劣質重油的優質經濟效益之發動機。
- 燃氣渦輪機(Gas Turbine)

運轉強大、可輸出達上萬千瓦的高單位輸出功率之高動力引擎；但因燃料成本高、機械效率不及柴油機，普遍不應用於商船。目前僅用於高速客船與軍艦。
- 蒸氣推進機組(Steam Turbine)

蒸氣推進主機起初用於20世紀初之大型客輪、貨輪、軍艦。前期為往復式蒸汽機，後期發展為蒸汽渦輪機，以取代原往復式蒸汽機，效能更佳。而此機型運轉時，有一定的人力需求與燃料消耗量，是柴油機的數倍。而在二戰時期的美軍艦船中，因故障率較柴油機低而較廣為採用。
- 核動力設施

核動力設施有著許多優質動力條件，但因造價昂貴、且在其核反應堆運轉之時需針對大量輻射線之釋放問題，必須訂造一系列嚴密的防護措施，目前該動力系統以其優越動力條件，皆常用於大型航空母艦、戰略潛艇等高戰略價值之軍事船艦，及一部份破冰船。核動力艦船反應堆的使用，一般使用較穩定的壓水式反應堆。

### 輔機(Auxiliary Engine/Aux. Machine)
輔機系統主要運作於連結主機整體運作系統、以及船員、旅客生活系統。
- 排氣渦輪增壓機(Turbocharger)

係將過給進氣之概念完整且系統性的移植至船用的存在，主要用途為提升主機進氣量、促進燃油完全燃燒與爆發。
- 發電機(Generator)（含原動機）

一般船舶發電機之配置，為3部或以上主發電機、緊急發電機乙部。主發電機多以柴油引擎為原動機。
依目前船舶用電需求，共發展出3.3、6.6、11千伏特高壓電、以及440伏特中壓電系統，屬動力電網。亦有220、110、50伏特中低壓電系統，屬民生與照明電網。
緊急發電機應於全船跳電時啟動，其啟動方式分自動、手動兩種、且應在45秒內啟動送電。
緊急發電機最低送電要求時數，依海上人命安全國際公約規定：貨輪應保證能連續供電至少18小時、客輪至少36小時。
- 各級電網變壓器(Transformer)
- 啟動（壓縮）空氣系統(Starting Air Piping)（空氣壓縮機）
- 淨油機（分油機）(Purifier)
- 舵機(Steering Gear)
- 各式油水泵(Pump)

依種類分有齒輪泵、離心泵、噴射泵等。
依用途分有燃油泵（不包括主機燃油噴射泵）、主滑油泵、通用滑油泵、淡水泵、海水泵、壓艙水泵、汙油泵等。
- 鍋爐(Boiler)
- 倉儲用冷凍設備（冰機）
- 中央空調設備
- 淡水製造機(Fresh Water Generator)
- 焚化爐(Incinerator)
- 節熱器(Economizer)
- 油水分離器(Oily Water Separator)
- 汙水處理系統(Sewage Treatment System)
- 海生物防止裝置(Marine Growth Preventing System)
- 船體防蝕裝置(I.C.C.P)
- 船艏推進器(Bow Thruster)
- 壓艙水系統
- 熱交換機

等機械

### 甲板機械
船舶之甲板機械一般會列入輪機部來管理與維修保養，並由甲板部（水手）操作。甲板機械一般用以輔助船舶進出港作業。
- 錨機(Anchor Windlass)
- 絞纜機(Mooring Winch)
- 導索器

### 推進裝置
目前主流的推進裝置以螺旋俥葉為主，尚還區分為（固定俥葉或可變螺矩俥葉）、噴射衝壓式、吊艙俥葉式等等。
輔助推進器大多是稱呼船首的舷側堆進器，靠離岸時常使用到。

## 教育
依照國際海事組織STCW公約章程規定，須滿30個月之海事教育、或依就讀學制修齊規定學分、並依各國海事教育法令的規定：需有海事職業學校、海事專科暨大學、技術學院等院校之學歷；可進修輪機工程及其相關技職之專科技術院校有
- 中華民國臺灣國立臺灣海洋大學

海運暨管理學院：輪機工程學系暨研究所
- 中華民國臺灣國立高雄科技大學

海事學院：輪機工程系暨研究所
- 中華民國臺灣國立成功大學

工學院：系統及船舶機電工程學系暨研究所
- 中華民國臺灣台北海洋科技大學

海洋事業學院：輪機工程系
- 中華民國海軍官校

軍事學科部：輪機組
- 美国密西根大學

造船暨輪機工程學系
- 英国史崔克萊大學

造船暨輪機工程學系
- 中华人民共和国大连海事大学、上海海事大學、武漢理工大學、集美大學

輪機工程學系